# Walter Ochensberger
Walter Ochensberger (geboren 1941) ist ein österreichischer Neonazi und Holocaustleugner.
Ochsenberger ist seit Mitte der 1970er-Jahre in diversen nationalistischen Gruppierungen tätig und publizierte verschiedene Zeitschriften, darunter Sieg, Phoenix und Top Secret. 1980 brachte Ochsenberger zusammen mit Gleichgesinnten ein Handbuch für militante Rechtsextremisten heraus. Im Buch werden die Zellenbildung, die Beschaffung und Einlagerung von Waffen sowie die illegale Herstellung von Nazi-Schriften bis hin zur Kampfführung erklärt.
1991 wurde Ochsenberger zum ersten Mal wegen NS-Wiederbetätigung zu einer Haftstrafe verurteilt. Er floh nach Spanien, wurde aber 1994 nach Österreich ausgeliefert. Am 18. Januar 2002 wurde er wegen Leugnung des Holocausts zu einem Strafausmaß von zwei Jahren (16 Monate davon auf drei Jahre bedingt) verurteilt. Das Landgericht Feldkirch verurteilte Ochsenberger 2020 wegen „nationalsozialistischer Wiederbetätigung“ in der zweimonatlich herausgegebenen Zeitschrift Phoenix zu einer Geldstrafe von 5.040 Euro und zwölf Monaten Haft.